# Coryphopterus eidolon
Coryphopterus eidolon es una especie de peces de la familia de los Gobiidae en el orden de los Perciformes.

## Morfología
Los machos pueden llegar a alcanzar los 6 cm de longitud total.

## Distribución geográfica
Se encuentra desde el sur de Florida (Estados Unidos) y Bahamas hasta las Pequeñas Antillas. 

## Observaciones
Es inofensivo para los humanos. 